# Kreuzzug Friedrichs II.

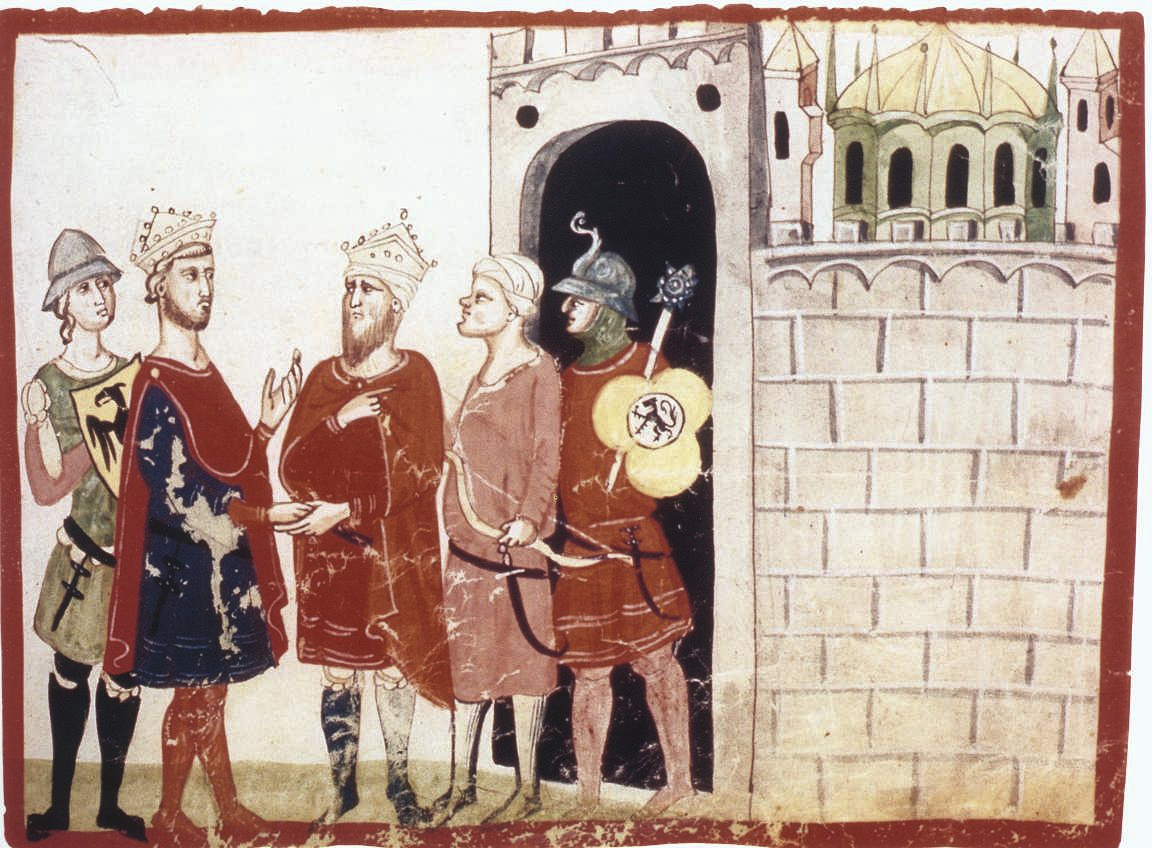
Sultan al-Kamil übergibt Friedrich II. (links) die Stadt Jerusalem, rechts an der Kuppel des Felsendoms zu erkennen. (Giovanni Villani, Chronica, 14. Jahrhundert, Biblioteca Apostolica Vaticana, Rom Cod. Chigi L VIII 296, fol. 75r.)

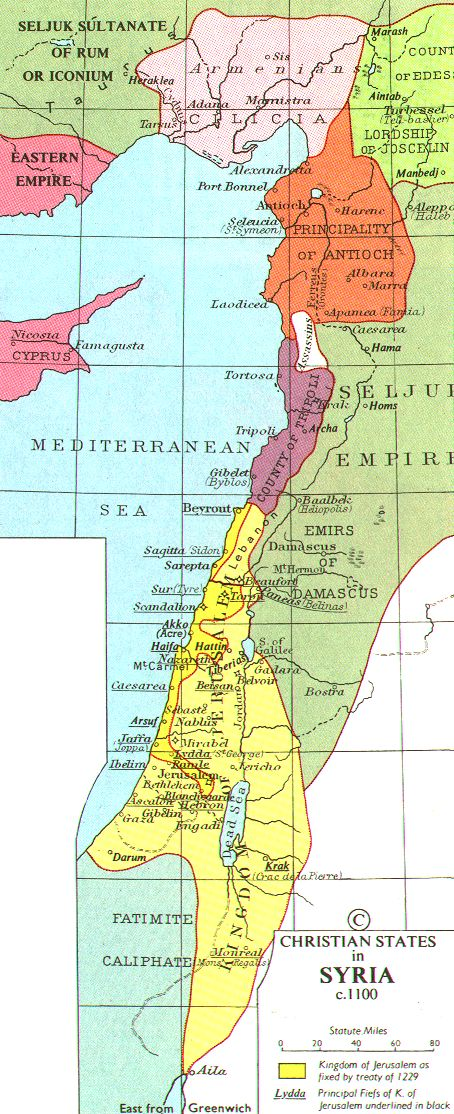
In dunkelgelber Färbung das Königreich Jerusalem gemäß dem Vertrag von 1229

Der Kreuzzug Friedrichs II. war der Kreuzzug des römisch-deutschen Kaisers Friedrich II. nach Jerusalem in den Jahren 1228 bis 1229. Er wird häufig als Abschluss des Kreuzzugs von Damiette betrachtet und entweder mit diesem gemeinsam als Fünfter Kreuzzug, oder als separater Sechster Kreuzzug gerechnet – die Zählung der nachfolgenden Kreuzzüge verschiebt sich dann entsprechend.

## Geschichte

### Fünfter Kreuzzug
Papst Innozenz III. hatte bereits im Frühjahr 1213 in seiner Bulle Quia maior zu einem neuen Kreuzzug zur Rückeroberung Jerusalems von den Muslimen aufgerufen. Daraufhin hatte sich Friedrich II. anlässlich seiner Königskrönung 1215 gegenüber dem Papst zum Kreuzzug ins Heilige Land verpflichtet, hatte den Aufbruch jedoch mehrfach verschieben müssen. Der sogenannte Kreuzzug von Damiette war 1217 schon ohne ihn aufgebrochen und 1221 verlustreich gescheitert. 1225 hatte Friedrich sein Kreuzzugsgelübde gegenüber dem Papst Honorius III. erneuert. Als er 1227 seinen Kreuzzug wegen eines Seuchenausbruchs im abreisefertigen Kreuzfahrerheer in Brindisi abermals verschob, wurde er von Honorius’ Nachfolger Gregor IX. gebannt. Dessen ungeachtet schiffte sich der Kaiser 1228 mit einer relativ kleinen Streitmacht nach Palästina ein. Dieser Kreuzzug wurde der einzige, welcher friedlich und erfolgreich war.
Friedrich war in Palermo als Enkel seines normannischen Großvaters Roger II. in einer arabisch geprägten Umgebung multikulturell aufgewachsen. Im Heiligen Land trat der gebildete und auch sprachlich versierte Kaiser mit orientalischem Pomp und seiner muslimischen Leibgarde auf und hob sich damit völlig von allen zuvor erschienenen Kreuzfahrern ab. Im September 1228 kam Friedrich in Akkon an und nahm umgehend diplomatischen Kontakt zu den Muslimen auf.

### Friede von Jaffa
Der Ayyubiden-Sultan von Ägypten al-Kamil geriet durch die Ankunft eines weiteren Kreuzfahrerheeres in eine schwierige Situation, da er gerade Krieg gegen seinen Neffen an-Nasir führte, dem er sein Erbe, die Herrschaft Damaskus, streitig machte. Daraufhin hatte sich sein Bruder al-Aschraf, der Herr von Obermesopotamien, eingeschaltet. Bereits 1227 hatte der Sultan daher sein Angebot von 1219 erneuert, er wäre unter bestimmten Bedingungen zu einer Rückgabe Jerusalems bereit. Am 18. Februar 1229 fanden beide Seiten einen Kompromiss: Im Frieden von Jaffa wurde vereinbart, dass die Christen Jerusalem, Bethlehem, Lydda und wohl auch Nazareth zurückerhalten sollten. Die Muslime sollten den Jerusalemer Tempelberg mit der al-Aqsa-Moschee und dem Felsendom behalten, wo Christen aber künftig Andachten halten durften. Den Muslimen wurde dafür Freizügigkeit im Gebiet um Bethlehem sowie eine eigene Gerichtsbarkeit unter einem Kadi in Jerusalem zugestanden. Außerdem versprach der Kaiser, sein Heer, die Ordensritter und die Fürsten der Kreuzfahrerstaaten von weiteren Kriegshandlungen gegen die Territorien al-Kamils abzuhalten. Ob der Vertrag den Kreuzfahrern auch die Küstenstadt Sidon und die Burg Toron zurückgab und ihnen gestattete, die Befestigungsanlagen Jerusalems wiederaufzubauen, ist unsicher – diese Bestimmungen finden sich allein in den christlichen Quellen, Jerusalem blieb bis zur Rückeroberung der Stadt 1244 unbefestigt. Noch während der Verhandlungen mit dem Kaiser schloss al-Kamil noch Ende 1228 einen Vertrag mit seinen ayyubidischen Verwandten, der die Erbstreitigkeiten beendete und ihm den Besitz Palästinas sicherte.
Am 18. März 1229 setzte sich Friedrich die Krone von Jerusalem auf, wobei es sich nicht um eine echte Krönung handelte, da er als Gebannter keine religiöse Zeremonie und Weihe empfing. Seinen Anspruch auf den Thron Jerusalems leitete er aus dem Recht seiner Ehefrau Isabella II. von Brienne ab, der Erbin des Königreichs Jerusalem, bzw. aus dem Recht ihres gemeinsamen Sohnes Konrad, bei dessen Geburt Isabella im April 1228 verstorben war.
Der Vertrag war bei der christlichen Bevölkerung der Kreuzfahrerstaaten außerordentlich unbeliebt. Das lag weniger daran, dass der Kaiser statt durch Krieg mit politischen Mitteln vorgegangen war und dabei den Sultan als faktisch gleichrangig anerkannt hatte – ähnliche freundschaftlich-diplomatische Kontakte hatten auch Richard Löwenherz und al-Kamils Onkel Saladin gepflegt. Bedeutend war vielmehr, dass der Kaiser aufgrund seiner Exkommunizierung kirchenrechtlich zur Führung eines Kreuzzugs gar nicht berechtigt war. Außerdem hatte er sich militärisch allein auf seine deutschen Ordensritter verlassen, die Interessen anderer – etwa der zumeist französischsprachigen Templer, die ihren Stammsitz auf dem Tempelberg nicht zurückerhielten – einfach ignoriert. Dass es eine muslimische Enklave im christlichen Jerusalem geben sollte, war dem lateinischen Patriarchen Gerold ein Dorn im Auge, der in einem Brief an den Papst den angeblich sarazenischen Lebensstil des Kaisers denunzierte und den Vertrag schlicht einen „Betrug“ nannte. Bei seiner Abreise aus Palästina soll Friedrich daher am 1. Mai 1229 in Akkon von der Bevölkerung wüst beschimpft und mit Schlachtabfällen beworfen worden sein.

### Folgen
Friedrich blieb als neuer König von Jerusalem nicht im Land, sondern ließ sich von Statthaltern vertreten. Diese stritten sich fortwährend mit den örtlichen Baronen des Kreuzfahrerstaates um die Vorherrschaft im Königreich. Die daraus resultierenden bürgerkriegsartigen Wirren (siehe Lombardenkrieg) trugen zur weiteren Schwächung der Kreuzfahrerstaaten bei.
Ob der Friedensvertrag als Zeichen für Friedrichs Offenheit und Toleranz gegenüber den Arabern und dem Islam zu deuten ist, ist in der Forschung umstritten. Der in Ägypten herrschende Sultan al-Kamil hatte jedenfalls auch machtpolitische Gründe für die Verhandlungen, da er gerade einen Feldzug gegen seinen Bruder al-Muazzam von Damaskus vorbereitete und eine Störung durch Kreuzfahrer ungelegen kam. Der Ausgleich hielt nur so lange, wie al-Kamil am Leben war und Friedrichs Einfluss auf das Königreich Jerusalem andauerte. Die Nachfolger sorgten dafür, dass der alte Gegensatz wieder aufflammte. Schon 1244 wurde die Stadt von den Ayyubiden zurückerobert.
Der Bann gegen Friedrich II. wurde 1231 aufgehoben, das Verhältnis zum Papsttum besserte sich allerdings kaum. Nikolaus von Bari hielt nach der Rückkehr des Kaisers vom Kreuzzug im Jahr 1229 jedoch eine flammende Predigt, in der er Friedrich als Helden und das Haus Staufen als Endkaisergeschlecht darstellte.

## Nachweise
1. ↑  Hubert Houben: Kaiser Friedrich II: 1194-1250: Herrscher, Mensch und Mythos. Stuttgart: W. Kohlhammer 2008 (= Kohlhammer Urban Taschenbücher; 618), ISBN 978-3-17-018683-5, S. 47.
2. ↑  Hans Eberhard Mayer: Geschichte der Kreuzzüge. 5. Auflage, Kohlhammer, Mainz 1980, ISBN 3-17-005744-8, S. 210ff
3. ↑  Wolfgang Lautemann, Manfred Schlenke: Mittelalter. Reich und Kirche. Bayerischer Schulbuch Verlag, München 1978, ISBN 3-7627-6057-8, S. 522–531.
4. ↑  Wolfgang Lautemann, Manfred Schlenke: Mittelalter. Reich und Kirche. Bayerischer Schulbuchverlag, München 1978, ISBN 3-7627-6057-8, S. 524f
5. ↑  Hans Eberhard Mayer: Geschichte der Kreuzzüge. 5. Auflage, Kohlhammer, Mainz 1980, ISBN 3-17-005744-8, S. 212f
6. ↑  Hans Eberhard Mayer: Geschichte der Kreuzzüge. 5. Auflage, Kohlhammer, Mainz 1980, ISBN 3-17-005744-8, S. 214.
7. ↑  Vgl. z. B. Eberhard Horst: Der Sultan von Lucera. Friedrich II. und der Islam. (Herder Spektrum 4453) Herder Verlag, Freiburg im Breisgau 1997, ISBN 3-451-04453-6, und die kritische Rezension dazu im Deutschen Archiv für Erforschung des Mittelalters 56.2 (2000).